# 無限川
無限川（むげんせん、ムハンチョン; 朝鮮語: 무한천）は、忠清南道中部の青陽郡化城面山亭里にある車嶺山脈に属する白月山（백월산; ペグォルサン、はくげつさん）北側の谷に端を発し、上流の車嶺山脈と伽倻山脈との間では、車嶺山脈と平行に伸びている地質構造線に沿ってほぼ真っ直ぐに北流し、途中、礼山郡光時面東山里・長田里で礼唐貯水池に流れ込んでから再び流れ出て、今度は蛇行しながら礼唐平野を北流し、同郡新岩面新宗里で挿橋川と合流する河川である。長さは67km、あるいは53.9km。
礼唐貯水池から流出後より挿橋川に合流するまでは、蛇行して流れていることから分かるように、その沿岸は氾濫原として沖積平野を形成している。この沖積平野は、礼山郡吾可面・新岩面・礼山邑および牙山市道高面一帯で大きく広がって礼唐平野を形作る。
無限川中流にある礼唐貯水池は1964年に完工した灌漑用貯水池である。無限川流域は昔より水田農業が発達しており、1979年に挿橋防潮堤が建設されて造成された淡水の人工湖である挿橋湖と共に、流域の農業用水の供給に大きく役立っている。特に後者の造成によって、無限川流域の農地の灌漑用水確保の問題は完全に解決され、全天候型農地に変貌した。
無限川が青陽・洪城・礼山・牙山を流れる間、長項線は天安-洪城間で、その流域に沿った形で南北に走っている。礼山邑にある長項線の礼山駅は無限川の河川敷に程近く、付近の河川敷は2007年より無限川ドゥンチ公園として整備されており、また、忠清南道記念物の礼山山城もある。

## 参考サイト
- 김연옥 (1995年). “무한천(無限川)” (朝鮮語). オンライン韓国民族文化大百科事典.  韓国学中央研究院. 2019年5月14日閲覧。
- “무한천 無限川” (朝鮮語). ダウム百科.  株式会社カカオ. 2019年5月14日閲覧。